# ダンス・パンク
ダンス・パンク（Dance-punk）は、1970年代後半に誕生した音楽ジャンルである。一時衰退したが、1990年代末から2000年代初めに、ポストパンク・リバイバルの流れの一部として復活、EDMやヒップホップの要素も取り入れるなどした。ほぼ同義語とされる用語としてはディスコ・パンク（Disco-punk）がある。

## 概要
1970年代後半、ロンドンやニューヨークを中心に流行となったパンク・ロックのブームが落ち着き、その流れを受け継いだポストパンクやニュー・ウェイヴが登場しはじめた。その中には、当時のディスコやファンクなどの流行のダンスミュージックや、デヴィッド・ボウイ、ブライアン・イーノ、イギー・ポップ、ドイツのクラウトロックなどから影響を受けた、リズミカルなテンポの踊れる曲を採用するミュージシャンがいた。さらに1970年代末から1980年代にはパブリック・イメージ・リミテッド、デファンクト、キャバレー・ヴォルテール、ピッグバッグ、マキシマム・ジョイ、ギャング・オブ・フォー、ニュー・オーダー、キリング・ジョーク、ザ・キュアー、スージー・アンド・ザ・バンシーズ、トム・トム・クラブ、トーキング・ヘッズ、ディーヴォなど、ポストパンク、ニュー・ウェイヴ、ノー・ウェイヴのバンドや、ダンス・パンクの原型ともいえるマテリアル、ジェームス・チャンス・アンド・ザ・コントーションズ、ESG、リキッド・リキッドといったミュージシャンが登場する。

## 詳細

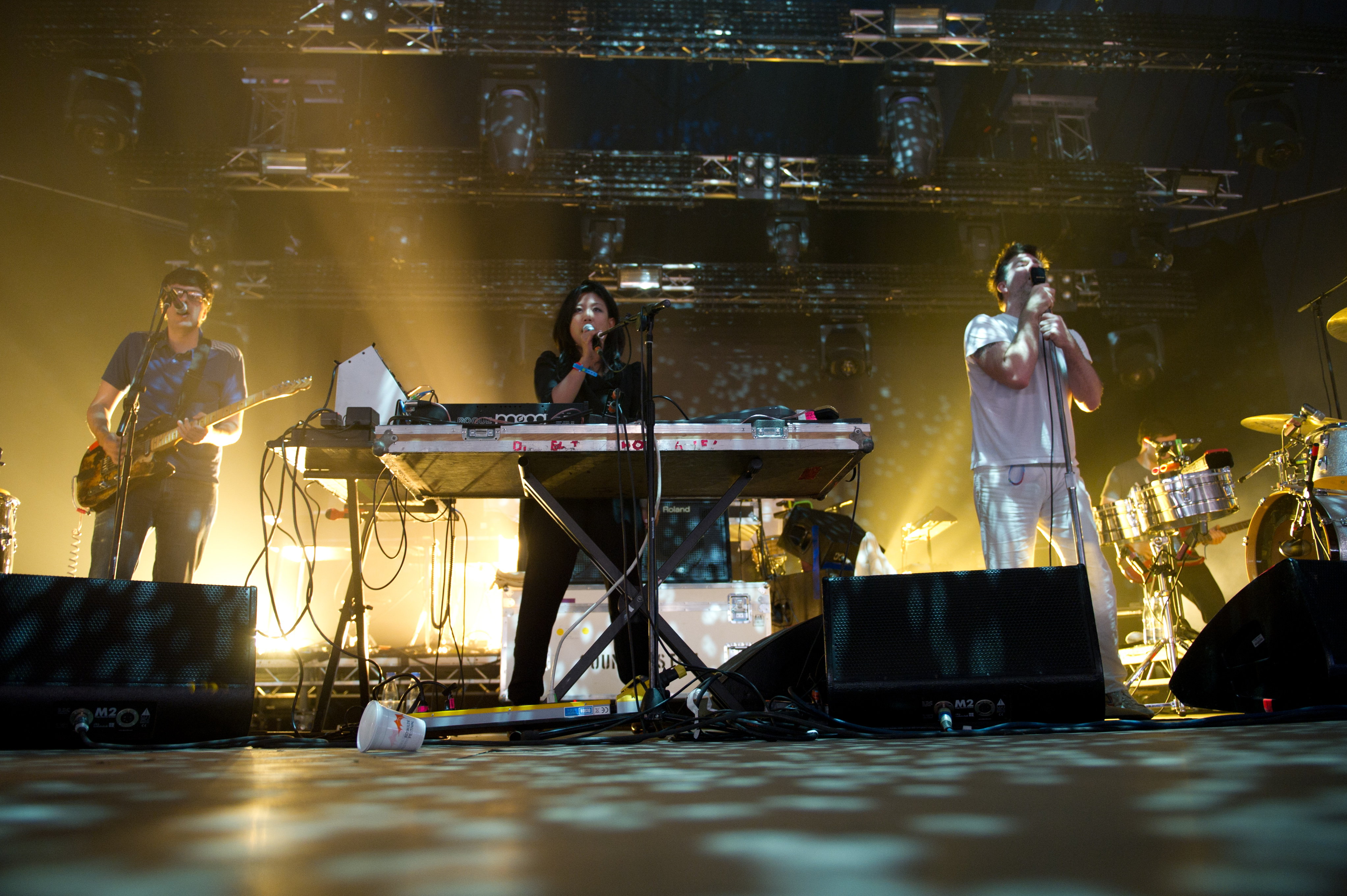
LCDサウンドシステム、2010年

2000年代に入りエレクトロ、テクノがクラブを中心に人気となり、ダンス・パンクに光が当たるようになる。特にニューヨークのDFAレコーズ周辺のバンドが活躍し、LCDサウンドシステム、レディオ4らのダンス・パンクが話題となった。またイギリスではフランツ・フェルディナンドがヒット、グラミー賞ノミネートを始め音楽賞を受賞した。さらにヤー・ヤー・ヤーズ、アークティック・モンキーズらもデビューした。これらの2000年代以降のダンス・パンク・バンドは、1980年代のミュージシャンだけではなく、1990年代以降のインディー・ロック、ポスト・ハードコア、ダンスミュージックなどからも影響を受けており、ダンスとパンクにとどまらない幅広い音楽性を持っているのが特徴である。ダンス・パンク、ポストパンク・リバイバルのブームによってそのルーツであるポストパンク、ニュー・ウェイヴ、ノー・ウェイヴなど1980年代の再評価が進み、当時のポストパンク・バンドがダンス・パンクとして改めて紹介されたり、音源の再発売も行われた。
またダンス・パンクの同義語として『ディスコ・パンク』が使用される場合があるが、人によっては「ニューレイヴのバンド」や「シンセサイザーを用いたポップ・パンク」「打ち込みを用いたスクリーモ」など、より広い意味や異なる音楽性を指す場合もある。2010年代に入り、2000年代前半のような王道のダンス・パンク・サウンドを鳴らすミュージシャンは珍しくなっている。前述のニューレイヴの影響や昨今のインディーシーンの盛況により、より複雑なクロスオーバーが進んでおり、もはやダンス・パンクと言い切れるバンドはほとんどいない。しかしダンス・パンクの影響はいたるところに広まっており、切り口は様々だがインディーシーン全般でその欠片を聴くことができる。
音楽的特徴としては、4つ打ちのビートと切れのいいハイハットが特徴のドラムに、ダンサブルなベースとパーカッション、ポスト・パンク期のギターサウンド、それにシンセサイザーとボーカルが乗っていることが多い。

## ダンス・パンクに分類されるアーティスト
1970年代 - 1980年代
- トム・トム・クラブ (Tom Tom Club)
- ピッグバッグ (Pigbag)
- ESG
- ギャング・オブ・フォー (Gang of Four)
- ジェームス・チャンス・アンド・ザ・コントーションズ (James Chance and the Contortions)
- リキッド・リキッド (Liquid Liquid)
- マテリアル (Material)
- トーキング・ヘッズ (Talking Heads)

2000年代 - 
- ザ・ブレイヴリー (The Bravery)
- クリニック (Clinic)
- カット・コピー (Cut Copy)
- CSS
- フランツ・フェルディナンド (Franz Ferdinand)
- フレンドリー・ファイアーズ (Friendly Fires)
- フレンズ (Friends)
- ヘラクレス・アンド・ラヴ・アフェア (Hercules and Love Affair)
- ホーリー・ゴースト! (Holy Ghost!)
- ホット・ホット・ヒート (Hot Hot Heat)
- ジェリーリーファントム (The Jerry Lee Phantom)
- ザ・フアン・マクリーン (The Juan MacLean)
- LCDサウンドシステム (LCD Soundsystem)
- ライアーズ (Liars)
- レディオ4 (Radio 4)
- ザ・ラプチャー (The Rapture)
- ソウルワックス (Soulwax)
- サンシャイン・アンダーグラウンド (The Sunshine Underground)
- ザ・ティン・ティンズ (The Ting Tings)
- ヨット (Yacht)
- ヤー・ヤー・ヤーズ (Yeah Yeah Yeahs)
- Avengers in sci-fi
- the telephones

ダンス・パンクの影響があるとされるアーティスト
- アーケイド・ファイア (Arcade Fire)
- バトルス (Battles)
- デス・フロム・アバヴ 1979 (Death From Above 1979)
- フォールズ (Foals)
- フォスター・ザ・ピープル (Foster the People)
- ホット・チップ (Hot Chip)
- クラクソンズ (Klaxons)
- パッション・ピット (Passion Pit)